# تپه بریموند
تپه بریموند مربوط به عصر مفرغ - عصر آهن است و در شهرستان کرمانشاه، بخش مرکزی، دهستان میان دربند، ۷۰۰ متری جنوب غرب روستای بریموند واقع شده و این اثر در تاریخ ۱۵ دی ۱۳۸۷ با شمارهٔ ثبت ۲۴۱۰۰ به‌عنوان یکی از آثار ملی ایران به ثبت رسیده است.